# Ен ан Аргон
Ен ан Аргон (фр. Esnes-en-Argonne) насеље је и општина у североисточној Француској у региону Лорена, у департману Меза која припада префектури Верден.
По подацима из 2011. године у општини је живело 132 становника, а густина насељености је износила 8,94 становника/km². Општина се простире на површини од 14,76 km². Налази се на средњој надморској висини од 127 метара (максималној 311 m, а минималној 205 m).

## Демографија
| 1962. | 1968. | 1975. | 1982. | 1990. | 1999. | 2011. |
| ----- | ----- | ----- | ----- | ----- | ----- | ----- |
| 142   | 157   | 126   | 112   | 104   | 113   | 132   |

График промене броја становника у току последњих година